# Avenue Paul Verheyleweghen
 (août 2025).
Motif : Rue sans notoriété évidente. Sources secondaires semblent absentes.
- Archive Wikiwix
- Bing
- Cairn
- DuckDuckGo
- E. Universalis
- Gallica
- Google
- G. Books
- G. News
- G. Scholar
- Persée
- Qwant
- (zh) Baidu
- (ru) Yandex
- (wd) trouver des œuvres sur Wikidata

| 1. | Préciser le motif de la pose du bandeau. | Précisez le motif de la pose du bandeau en utilisant la syntaxe suivante : {{admissibilité à vérifier\|date=août 2025\|motif=remplacez ce texte par le motif}}                                  |
| 2. | Informer les utilisateurs concernés.     | Pensez à avertir le créateur de l'article, par exemple, en insérant le code ci-dessous sur sa page de discussion : {{subst:avertissement admissibilité à vérifier\|Avenue Paul Verheyleweghen}} |

 (août 2025).
Si vous disposez d'ouvrages ou d'articles de référence ou si vous connaissez des sites web de qualité traitant du thème abordé ici, merci de compléter l'article en donnant les références utiles à sa vérifiabilité et en les liant à la section « Notes et références ».
L'avenue Paul Verheyleweghen est une rue bruxelloise de la commune d'Auderghem qui relie le boulevard du Souverain à la rue Jacques Bassem sur une longueur de 110 mètres.

## Historique et description
Le collège échevinal a baptisé cette rue le 10 février 1933, soit vingt-trois ans après l’inauguration du boulevard du Souverain. Elle le fut d'après un ancien échevin.
Au XIXe siècle, on pouvait y trouver des prairies bordées par deux petits affluents de la Woluwe. 
Premier permis de bâtir délivré le 6 avril 1933 pour le no 3.

## Situation et accès
| ___ | Ce site est desservi par la station de métro : Herrmann-Debroux. |